# Hầm mộ ma quái
Hầm mộ ma quái (tựa gốc: As Above, So Below) là một phim điện ảnh giật gân kinh dị của Mỹ năm 2014 do John Erick Dowdle đạo diễn kiêm nhà đồng viết kịch bản với người anh trai Drew. Phim được thực hiện theo thể loại found footage về trải nghiệm của một đoàn làm phim tài liệu khám phá Hầm mộ Paris. Phim do Legendary Pictures sản xuất và hãng Universal Pictures làm đơn vị phát hành, đánh dấu phim điện ảnh hợp tác đầu tiên của Legendary và Universal.